# 정미란
정미란 (1985년 3월 20일 ~ )은 2004년 하계 올림픽에 참가한 한국의 전 농구 선수이다. 현재 한국여자프로농구(WKBL) 청주 KB 스타즈의 코치를 맡고 있다.

## 수상
- WKBL 신인선수상: 2004